# Oladyi
Les oladi ou olad'i (russe : оладьи pl., diminutif : оладушки, oladushki, sg. оладья, oladya; ukrainien : оладки, oladky, sg. оладок, oladok or оладка, oladka) sont de petites crêpes épaisses ou des beignets courants dans les cuisines russe, ukrainienne et biélorusse,. La pâte à oladi est faite de farine de blé ou (aujourd'hui plus rarement) de sarrasin, d'œufs, de lait, de sel et de sucre avec de la levure ou du bicarbonate de soude,. La pâte peut également être à base de kéfir, de lait caillé ou de yaourt. Elle peut contenir divers ajouts, comme des pommes ou des raisins secs.
Les oladi sont généralement servis avec de la smetana (crème aigre), ainsi qu'avec des garnitures sucrées comme du varenye, de la confiture, du powidl, du miel, , etc.. Les versions salées peuvent être servies avec du caviar, comme les blinis.
En général, le terme oladi dans les cuisines slaves orientales peut également désigner des beignets préparés avec d'autres ingrédients, par ex. les galettes de pommes de terre (картофельные оладьи).